# Le Blanc et le Noir
Le Blanc et le Noir è un film del 1931 diretto da Marc Allégret e Robert Florey.
Si tratta di un adattamento dell'opera teatrale del 1922 dallo stesso titolo scritta da Sacha Guitry.